# 马伦·迪克森
马伦·迪克森（Mahlon Dickerson，1770年4月17日—1853年10月5日），美国政治家，曾任新泽西州州长（1815年－1817年）、美国参议员（1817年－1833年）和美国海军部长（1834年－1838年）。
| 前任： 利瓦伊·伍德伯里 | 美国海军部长 1834年－1838年 | 繼任： 詹姆斯·柯克·波尔丁 |